# Magne Furuholmen
Magne Furuholmen, född 1 november 1962 i Oslo, är en norsk musiker, sångare, kompositör och konstnär. Han är internationellt även känd under smeknamnet "Mags". Furuholmen är medlem i gruppen a-ha sedan 1982 och verksam som konstnär och designer sedan 1989. Med a-ha toppade han 1985 billboardlistan i USA med debutsingeln Take on Me, en bedrift som inga andra norska musiker har lyckats med. Syntriffet i Take on Me skrev Furuholmen när han var 15 år.
Furuholmen är son till den professionelle jazzmusikern Kåre Furuholmen och språkläraren Anne-Lise Furuholmen. Hans pappa dog i en flygolycka på väg till en spelning i Linköping när Magne var 6 år gammal. Flygolyckan bevittnades märkligt nog av en 9-årig Morten Harket och hans familj, ett årtionde innan Furuholmen och Harket skulle träffas och bilda gruppen a-ha tillsammans med Pål Waaktaar-Savoy. Furuholmen och Waaktaar-Savoy växte upp på samma gata i Oslo-förorten Manglerud och spelade innan a-ha tillsammans i bandet Bridges.
Furuholmen har gett ut flera soloalbum under namnet Magne F. På soloalbumen från 2004 och 2008 samarbetade han med Andy Dunlop från den skotska gruppen Travis och några bandmedlemmar från den engelska gruppen Coldplay. Sedan 2008 är Furuholmen även medlem i bandet Apparatjik tillsammans med Jonas Bjerre (från Mew), Guy Berryman (från Coldplay) och den svenska musikproducenten Martin Terefe. 
Furuholmen har gjort filmmusik till flera norska filmer. Tillsammans med Kjetil Bjerkestrand har han även komponerat filmmusik under namnet Timbersound. För musiken till tv-serien "Hotell Oslo" fick de Edvard-prisen 1998 i kategorin "Annen kunst".
Julen 2019 gav Furuholmen ut den melankoliska, alternativa julskivan White Xmas Lies, på vilken låten There Goes Another Year var årets låt för norska Frälsningsarmén 2019.
År 2012 utsåg Kung Harald V Furuholmen och hans bandkollegor i a-ha till riddare av 1:a klassen av St. Olavs Orden för "innsats for norsk musikkliv".

## Diskografi (i urval)
- 1980 Fakkeltog (med Bridges)
- 1985 Hunting High and Low (med a-ha)
- 1986 Scoundrel Days (med a-ha)
- 1987 The Living Daylights – 007 James Bond Soundtrack (med a-ha)
- 1988 Stay on These Roads (med a-ha)
- 1990 East of the Sun, West of the Moon (med a-ha)
- 1991 Headlines & Deadlines (med a-ha)
- 1993 Memorial Beach (med a-ha)
- 1994 Hope To Die / Ti Kniver I Hjertet (med Timbersound)
- 1996 Hotel Oslo (med Timbersound)
- 1998 Hermetic (med Timbersound)
- 2000 Minor Earth Major Sky (med a-ha)
- 2001 Dragonfly, EP (som Magne F)
- 2002 Lifelines (med a-ha)
- 2004 Past Perfect Future Tense (som Magne F)
- 2005 Analogue (med a-ha)
- 2008 A Dot of Black in the Blue of Your Bliss (som Magne F)
- 2008 Thor Heyerdahl – På jakt etter paradiset movie Soundtrack (som kompositör)
- 2008 Ferreting, song (med Apparatjik)
- 2009 Foot of the Mountain (med a-ha)
- 2010 We Are Here (med Apparatjik)
- 2010 The Bolshevik Box (med Apparatjik
- 2010 Word Symphony (Limited Edition) (som Magne F)
- 2010 a-ha 25 (med a-ha)
- 2012 Square Peg in a Round Hole (med Apparatjik)
- 2014 Beatles movie Soundtrack (som kompositör/artist)
- 2015 Cast in Steel (med a-ha)
- 2018 Våkenatt (med Bridges)
- 2019 White Xmas Lies (som Magne F)
- 2022 True North (med a-ha)

## Konstutställningar i urval
- 1989 Maleri
- 1995 Kutt / Cuts
- 1997 In Concert
- 1996, 1998 Y Project
- 1998 Credit
- 1999 New Works
- 2001 Pincette
- 2003 Foci
- 2004 Payne's Gray
- 2004 Stjerneskutt
- 2006 Building Ruins
- 2006 Morceaux Choisis
- 2007 Monologues
- 2007 Scrabble
- 2007 Anticlimax
- 2007 Climax
- 2009 Camera
- 2009 Alpha Beta
- 2011 Echo
- 2011 Futura Plus
- 2012 Bouquet
- 2013 Norwegian Wood
- 2014 Norwegian Wood Remix
- 2014 Self-Portraits
- 2015 Peeling a Glass Onion
- 2016 Marginalia, Texture (tillsammans med Drottning Sonja)
- 2019 IGNIS
- 2021 Extra Super Plus

### Permanenta konstutställningar
- 2003 Resonance, i Bergen, Norge
- 2012 Rudolph the chrome-nosed reindeer, på Tjuvholmen, Oslo, Norge (med Apparatjik)
- 2013 The Sound of Silence, på Tjuvholmen, Oslo, Norge (med Apparatjik)
- 2016 Imprints, Fornebuporten, Fornebu, Oslo, Norge